# Élections municipales iraniennes de 2021
Les élections municipales iraniennes de 2021 ont lieu le 18 juin 2021 afin d'élire pour quatre ans les conseillers municipaux de l'Iran. Le premier tour de l'Élection présidentielle iranienne de 2021 est organisé le même jour.